# ساشا بنيت
ساشا بنيت (بالإنجليزية: Sacha Bennett)‏ هو مخرج وممثل بريطاني، ولد في 11 مايو 1971 في المملكة المتحدة.

## أعمال

### أفلام
- (1992) ألعاب وطنية[1]
- (1992) تشابلن
- (1995) أول فارس[2]

## وصلات خارجية
- ساشا بنيت على موقع IMDb (الإنجليزية)
- ساشا بنيت على موقع ألو سيني (الفرنسية)
- ساشا بنيت على موقع أول موفي (الإنجليزية)
- ساشا بنيت على موقع قاعدة بيانات الأفلام السويدية (السويدية)
- ساشا بنيت على موقع قاعدة بيانات الفيلم (الإنجليزية)
- ساشا بنيت على موقع كينوبويسك (الروسية)